# Jacek Koman

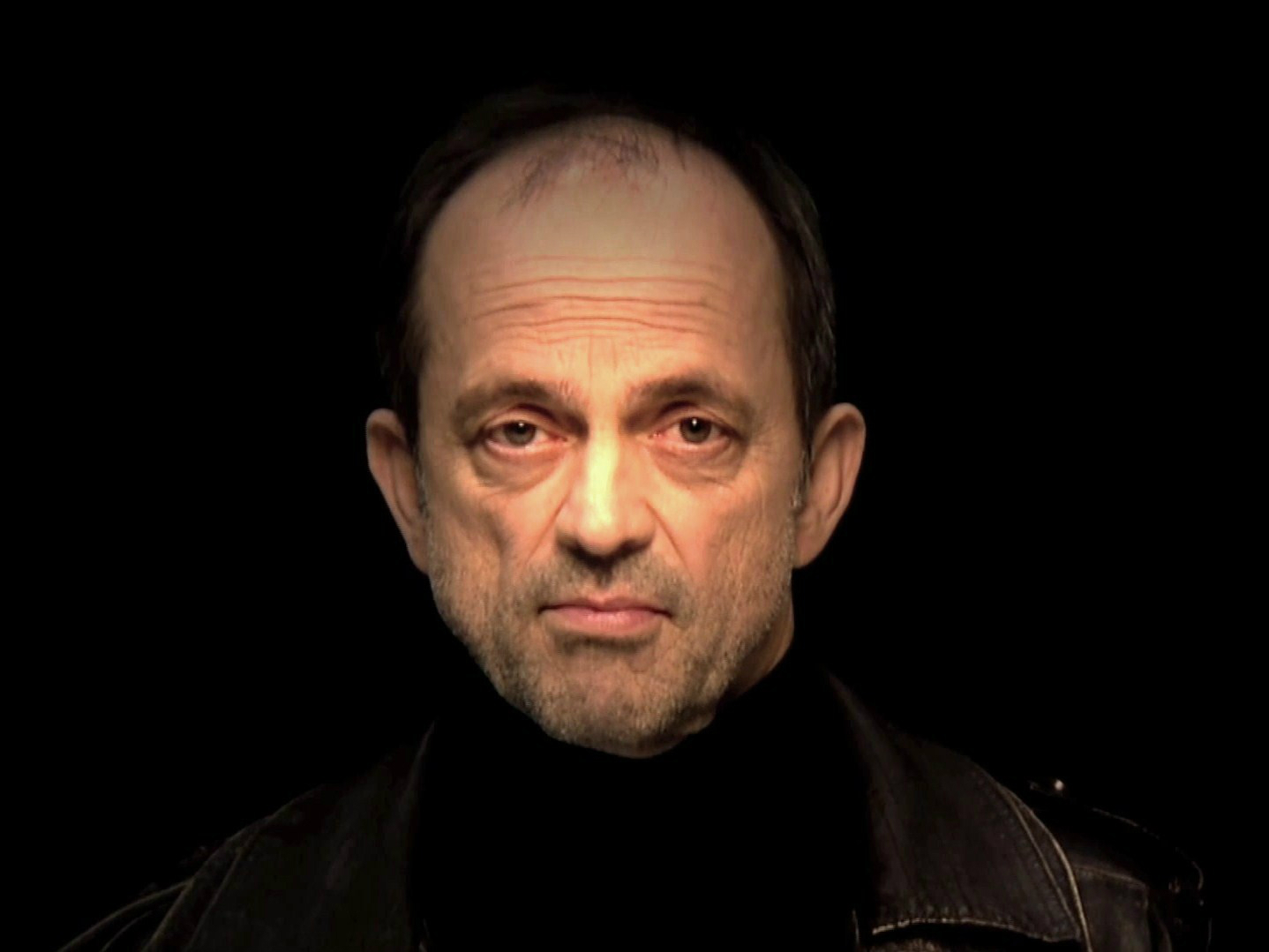
Jacek Koman (2012)

Jacek Koman (* 15. August 1956 in Bielsko-Biała, Polen) ist ein polnischer Schauspieler und Sänger. Seit 1991 spielte er in rund zwei Dutzend Filmen und TV-Serien mit, unter anderem Moulin Rouge. Darüber hinaus ist er Frontmann und Sänger der australisch-russischen Band VulgarGrad.

## Biografie
Geboren in der südpolnischen Doppelstadt Bielsko-Biała als Sohn eines Schauspielerpaares, spielte er – nach dem Studium an der Schauspielschule in Łódź – seine erste Rolle in der polnischen TV-Produktion Bezpośrednie połączenie aus dem Jahr 1979. Zusammen mit seinem Bruder Tomek verließ er Polen 1982 und zog – nach einem kurzen Zwischenstopp in Österreich – nach Melbourne, Australien. Als Gründe für die Ausreise nannte er zum einen Unzufriedenheit mit dem kommunistischen Regime, zum anderen Abenteuerlust. Ein nicht unwesentlicher Anlass, das Land zu verlassen, war die Tatsache, dass die polnische Geheimpolizei ihn und seinen Bruder wegen einiger Kleindelikte unter Druck zu setzen versuchte. In Australien lernte er Ende der 1980er Jahre auch seine spätere Frau kennen – die Schauspielerin Catherine McClements.
Nach sprachbedingten Startschwierigkeiten gelang es Koman, sich als Schauspieler in seiner neuen Heimat zu konsolidieren. Seit 1991 spielte Koman in rund einem Dutzend Filmproduktionen mit – darunter die Musical-Neuverfilmung Moulin Rouge (2001), Children of Men (2006) und Defiance (2008). Hinzu kamen Rollen in einem weiteren Dutzend TV-Serien und TV-Filmen – ebenso wie bei den Filmen mit Schwerpunkt auf den Genres Thriller/Polizeifilm, Kriegsfilm und Action. Darüber hinaus spielt er Rollen in klassischen Theaterstücken – etwa in Macbeth und Moliere.
Seit 2004 ist Koman Frontman und Sänger der Melbourner Band VulgarGrad – eine Gruppe, die auf russische Kriminellenlieder, die sogenannten Blatnye pesni versiert ist.

## Filmografie
- 1979: Bezpośrednie połączenie (Fernsehfilm)
- 1991: Holidays on the River Yarra
- 1992: Redheads
- 1993: Phoenix (Fernsehserie, eine Folge)
- 1994: Lucky Break – Leidenschaft in Gips (Lucky Break)
- 1995: Twisted Tales (Fernsehserie, eine Folge)
- 1997: Thank God He Met Lizzie
- 1998: Wildside (Fernsehserie, eine Folge)
- 1998–2000: Auf der Suche nach der Schatzinsel (Search for Treasure Island)
- 2001: Moulin Rouge!
- 2001: The Secret Life of Us (Fernsehserie, 14 Folgen)
- 2003: Floodhouse
- 2003: Stingers (Fernsehserie, eine Folge)
- 2006: Children of Men
- 2006: Tripping Over (Fernsehserie, sechs Folgen)
- 2007: Unter der Sonne Australiens (Romulus, My Father)
- 2008: Defiance – Für meine Brüder, die niemals aufgaben (Defiance)
- 2008: Australia
- 2008: Kochaj i tańcz
- 2009: Rush (Fernsehserie, eine Folge)
- 2010: Lonesdale
- 2010: Kołysanka
- 2010: City Homicide (Fernsehserie, eine Folge)
- 2010: Ratownicy (Fernsehserie, zwölf Folgen)
- 2010: Usta usta (Fernsehserie, eine Folge)
- 2011: East West 101 (Fernsehserie, zwei Folgen)
- 2011: The Hunter
- 2011: Small Time Gangster (Fernsehserie, zwei Folgen)
- 2011: Ghost Rider: Spirit of Vengeance
- 2011: Spirited (Fernsehserie, vier Folgen)
- 2013: Top of the Lake (Fernsehserie, zwei Folgen)
- 2014: Son of a Gun
- 2017: Breath
- 2017: Jungle
- 2020: The Hater
- 2020: Das Grab im Wald (W głębi lasu, Miniserie, vier Folgen)
- 2024: Konklave (Conclave)

## Theater
- Moliere aka The Cabal of Hypocrites (1988, Key Studios, Melbourne)
- The Imaginary Invalid (1989, Anthill Theatre, Melbourne) – Cleante
- The Maids (1989, Anthill Theatre, Melbourne)
- Angels in America (1994, The Playhouse, Melbourne) – Roy Cohn
- The Blind Giant is Dancing (1995, Belvoir St Theatre, Sydney)
- The Caucasian Chalk Circle (1998, Belvoir St Theatre, Sydney)
- The Marriage of Figaro (2000, Belvoir St Theatre, Sydney) – Figaro
- Emma’s Nose (2001, Belvoir St Theatre, Sydney) – Wilhelm Fliess
- Endgame (2003, Sydney Theatre Company) – Hamm
- Macbeth (2003, Belvoir St Theatre, Sydney) – Macbeth
- A Midsummer Night’s Dream (2004, Belvoir St Theatre, Sydney) – Nick Bottom
- Cruel and Tender (2005, Belvoir St Theatre, Sydney) – der General